# 法國營 (加利福尼亞州)
法國營（英語：French Camp）是位於美國加利福尼亞州聖華金縣的一個人口普查指定地區。

## 地理
法國營的座標為37°52′58″N 121°16′47″W / 37.88278°N 121.27972°W，而該地最高點為海拔高度6米（即20英尺）。

## 人口
根據2010年美國人口普查的數據，法國營的面積為8.140平方千米，當中陸地面積為8.138平方千米，而水域面積為0.002平方千米。當地共有人口3376人，而人口密度為每平方千米414人。